# Liolaemus warjantay
Liolaemus warjantay — вид ігуаноподібних ящірок родини Liolaemidae. Ендемік Перу. Описаний у 2021 році.

## Поширення й екологія
Liolaemus warjantay відомі з типової місцевості, що лежить за 6,4 км на північний схід від вулкана Памбамарка в регіоні Арекіпа, на висоті від 4500 до 4529 м над рівнем моря.